# Віргіліюс Алекна
Віргіліюс Алекна  (лит. Virgilijus Alekna, 13 лютого 1972) — литовський легкоатлет, олімпійський чемпіон.

## Виступи на Олімпіадах
| Олімпіада    | Дисципліна    | Місце |
| ------------ | ------------- | ----- |
| Атланта 1996 | метання диска | 5     |
| Сідней 2000  | метання диска | 1     |
| Афіни 2004   | метання диска | 1     |
| Пекін 2008   | метання диска | 3     |

- Чемпіон спорту ЮНЕСКО (2007)[3]